# Lordelo (Vila Real)
Lordelo és una vila i freguesia portuguesa del municipi de Vila Real. La freguesia, de perfil urbà, té 5,16 km² d'àrea i 3.169 habitants (al cens del 2011). De les 20 freguesies del municipi resultants de la reorganització administrativa de 2012/2013, és la 18a en àrea, la 4a en població resident i la 3a en densitat de població (614,1 hab/km²).
Inclou en el seu territori aquests llogarets: Cales, Laverqueira, Lordelo (seu) i Petisqueira. També hi ha l'Hospital de Vila Real, l'Escola Superior d'Infermeria de Vila Real i la Feira de Levante.
És una de les freguesies periurbanes de Vila Real (confronta amb la freguesia urbana de Vila Real) i un dels eixos d'expansió de la ciutat.
| Distribució de la població per grups d'edat el 2001 i 2011 | Distribució de la població per grups d'edat el 2001 i 2011 | Distribució de la població per grups d'edat el 2001 i 2011 | Distribució de la població per grups d'edat el 2001 i 2011 | Distribució de la població per grups d'edat el 2001 i 2011 | Distribució de la població per grups d'edat el 2001 i 2011 | Distribució de la població per grups d'edat el 2001 i 2011 | Distribució de la població per grups d'edat el 2001 i 2011 | Distribució de la població per grups d'edat el 2001 i 2011 | Distribució de la població per grups d'edat el 2001 i 2011 |
| ---------------------------------------------------------- | ---------------------------------------------------------- | ---------------------------------------------------------- | ---------------------------------------------------------- | ---------------------------------------------------------- | ---------------------------------------------------------- | ---------------------------------------------------------- | ---------------------------------------------------------- | ---------------------------------------------------------- | ---------------------------------------------------------- |
| Idade                                                      | 0-14                                                       | 15-24                                                      | 25-64                                                      | > 65                                                       |                                                            | 0-14                                                       | 15-24                                                      | 25-64                                                      | > 65                                                       |
| 2001                                                       | 542                                                        | 504                                                        | 1.534                                                      | 306                                                        |                                                            | 18,8%                                                      | 17,5%                                                      | 53,2%                                                      | 10,6%                                                      |
| 2011                                                       | 535                                                        | 355                                                        | 1.869                                                      | 410                                                        |                                                            | 16,9%                                                      | 11,2%                                                      | 59,0%                                                      | 12,9%                                                      |

## Història
Lordelo fou elevada a vila i seu de municipi, constituït per una sola freguesia, pel fur de Manuel I datat del 12 de novembre del 1519. Era donatari el marqués de Távora. El 1759, amb l'extinció de la Casa dels Távora per acusació de conjura contra Josep I, Lordelo s'integra en la Corona i Hisenda Reial.
El 6 de novembre de 1836, el municipi fou eliminat i la freguesia s'integrà al municipi de Vila Real.
El 12 de juny de 2009, la seu de la freguesia fou novament elevada a categoria de vila.
L'11 d'octubre de 2012 l'Assemblea Municipal de Vila Real aprova la proposta de Reorganização Administrativa Territorial del Municipi presentada per la Cambra Municipal. Per tal d'evitar l'agregació a altres freguesies veïnes, la freguesia de Lordelo fou reclassificada, en contradicció amb les dades estadístiques, com a «no urbana».
- Creu de terme de Lordelo.